# Ed Ocampo
Edgardo Luciano Ocampo, detto Ed (Magalang, 5 ottobre 1938 – 29 luglio 1992), è stato un cestista e allenatore di pallacanestro filippino.

## Carriera
Con le Filippine ha disputato tre edizioni dei Giochi olimpici (Roma 1960, Città del Messico 1968, Monaco 1972) e i Campionati mondiali del 1959.